# Dedo IV
Dedo IV (ur. ok. 1090 r., zm. 16 grudnia 1124 r.) – hrabia Wettinu.

## Życiorys
Dedo był starszym synem pierwszego z Wettinów, który tytułował się hrabią Wettinu – Thimo. Jego matką była Ida, córka księcia Bawarii Ottona II z Northeimu. Wraz z młodszym bratem Konradem założył klasztor Lauterberg. Zmarł w drodze powrotnej z Ziemi Świętej.
Żoną Dedo była Berta, córka margrabiego Miśni, margrabiego Łużyc oraz hrabiego Groitzsch Wiprechta z Groitzsch. Mieli jedno dziecko, córkę Matyldę, która została żoną hrabiego Abenbergu Rapoto II. Dobra Dedo przejął po jego śmierci młodszy brat Konrad.